# Граф де Лодоса
Граф де Лодоса — испанский дворянский титул. Он был создан 25 апреля 1605 года королем Испании Филиппом III для Хуана Уртадо де Мендосы и Наварры, 5-го сеньора де Лодоса и кавалера Ордена Калатравы.
Графский титул был восстановлен в 1899 году королем Испании Альфонсо XIII для внука 12-го графа де Лодоса, Висенте Пио Руиса де Араны и Осорио де Москосо (1864—1946), 12-го маркиза де Кастромонте и 21-го графа де Прьего, который также стал 13-м графом де Лодоса.
Название графского титула происходит от названия муниципалитета Лодоса, провинция Наварра, автономное сообщество Наварра (Испания).

## Графы де Лодоса
|                                                     | Титул                                                   | Период                                       |
| Креация создана королем Испании Филиппом III        | Креация создана королем Испании Филиппом III            | Креация создана королем Испании Филиппом III |
| --------------------------------------------------- | ------------------------------------------------------- | -------------------------------------------- |
| I                                                   | Хуан Уртадо де Мендоса и Наварра                        | 1605 — ?                                     |
| II                                                  | Мария де Наварра и Мендоса                              | ? — ?                                        |
| III                                                 | Хуан Уртадо де Мендоса и Наварра                        | ? — ?                                        |
| IV                                                  | Хуан Матео Мендоса и Венегас                            | ? — ?                                        |
| V                                                   | Франсиско Антонио Мендоса и Венегас                     | ? — ?                                        |
| VI                                                  | Луис ле Москосо Осорио Мессия де Гусман Мендоса         | ? — 1705                                     |
| VII                                                 | Антонио Гаспар де Москосо Осорио и Арагон               | 1705-1725                                    |
| VIII                                                | Вентура Осорио де Москосо и Гусман Давила               | 1725-1746                                    |
| IX                                                  | Вентура Осорио де Москосо и Фернандес де Кордова        | 1746-1776                                    |
| X                                                   | Висенте Хоакин Осорио де Москосо и Гусман               | 1776-1816                                    |
| XI                                                  | Висенте Изабель Осорио де Москосо и Альварес де Толедо  | 1816-1837                                    |
| XII                                                 | Висенте Пио Осорио де Москосо и Понсе де Леон           | 1837-1864                                    |
| XIII                                                | Хосе Мария Осорио де Москосо                            | 1864-1881                                    |
| Креация восстановлена королем Испании Альфонсо XIII |                                                         |                                              |
| XIV                                                 | Висенте Пио Руис де Арана и Осорио де Москосо           | 1899-1946                                    |
| XV                                                  | Мария Тереза Руис де Арана и Фонтагуд                   | 1946 — ?                                     |
| XV                                                  | Мария дель Перпетуо Сокорро Осорио де Москосо и Рейносо | ? — 1976                                     |
| XVI                                                 | Мария де лос Долорес Барон и Осорио де Москосо          | 1976-2002                                    |
| XVII                                                | Луис Мария Гонзага де Казанова-Карденас и Барон         | 2002 — н.в.                                  |

## История графов де Лодоса
- Хуан Уртадо де Мендоса и Наварра (? — ?), 1-й граф де Лодоса. Ему наследовала его дочь:
- Мария де Наварра и Мендоса (? — ?), 2-я графиня де Лодоса.
  - Супруга — Хуан Уртадо де Мендоса и Арельяно, 8-й сеньор де Морон. Ей наследовал:
- Хуан Уртадо де Мендоса и Наварра (? — ?),3-й граф де Лодоса, граф де Кастильново[исп.], сеньор де Морон (Альмасан).
  - Супруга — Мария де Венегас Эспинола и Берегес. Ему наследовал:
- Хуан Матео де Мендоса и Венегас (? — ?), 4-й граф де Лодоса, граф де Кастильново, сеньор де Морон.
  - Супруга — Петронилла Монтес. Ему наследовал:
- Франсиско Антонио де Мендоса и Венегас (? — ?), 5-й граф де Лодоса, граф де Кастильново.
- Луис де Москосо Осорио Мессия де Гусман Мендоса и Рохас (1657—1705), 6-й граф де Лодоса, 8-й граф де Альтамира, 6-й маркиз де Альмасан, 10-й граф де Монтеагудо-де-Мендоса, 7-й маркиз де Поса, посол Испании в Риме.
  - Супруга — Марианна де Бенавидес Понсе де Леон, дочь Луиса де Бенавидеса и Каррильо де Толедо, маркиза де Фромиста, маркиза де Карасена, графа де Пинто, и Каталины Понсе де Леон и Арагон, дочери Родриго Понсе де Леона, 4-го герцога де Аркос.
  - Супруга — Анхела Фольк де Арагон, дочь Раймундо Фольк де Кардоны и Арагона, 7-го герцога де Кардоны, 6-го герцога де Сегорбе, 5-го маркиза де Комарес, 7-го маркиза де Пальярс, 37-го графа де Ампурьяс, 12-го графа де Прадес, виконта де Вильямур и барона де Энтенса. Ему наследовал его сын от второго брака:
- Антонио Гаспар де Москосо Осорио де Арагон (? — 1725), 7-й граф де Лодоса, 9-й граф де Альтамира, 7-й маркиз де Альмасан, 11-й граф де Монтеагудо-де-Мендоса, 7-й маркиз де Поса, 3-й маркиз де Мората-де-ла-Вега, 5-й герцог Санлукар-ла-Майор, 4-й маркиз де Леганес, 6-й граф де Арзаркольяр.
  - Супруга — Анна Николаса де Гусман и Кордова Осорио Давила, 14-я маркиза де Асторга, 7-я маркиза де Велада, 5-я маркиза де Сан-Роман, 6-я маркиза де Вильяманрике, 13-я маркиза де Аямонте, 14-я графиня де Трастамара, 6-я графиня де Сальтес, 15-я графиня де Ньева и 12-я графиня де Санта-Марта-де-Ортигейра, дочь Мельчора де Гусмана, 13-го маркиза де Асторга, 6-го маркиза де Велада, 4-го маркиза де Сан-Роман, 5-го маркиза де Вильяманрике, 8-го маркиза де Аямонте, 13-го графа де Трастамара, графа де Санта-Марта-де-Ортигейра и графа де Вильялобос, и Марианны де Кордовы, дочери Луиса Игнасио Фернандеса де Кордовы и Агилара, 6-го маркиза де Прьего и 6-го герцога де Ферия. Ему наследовал их сын:
- Вентура Осорио де Москосо и Гусман Давила и Арагон (1707—1746), 8-й граф де Лодоса, 10-й граф де Альтамира, 6-й герцог Санлукар-ла-Майор, 6-й герцог Медина-де-лас-Торрес, 14-й маркиз де Асторга, 8-й маркиз де Альмасан, 9-й маркиз де Поса, 4-й маркиз де Мората-де-ла-Вега, 5-й маркиз де Майрена, 10-й маркиз де Аямонте, 7-й маркиз де Сан-Роман, 7-й маркиз де Вильяманрике, 4-й маркиз де Монастерио, 5-й маркиз де Леганес, 8-й маркиз де Велада, 13-й граф де Монтеагудо-де-Мендоса, 8-й граф де Арзаркольяр, 14-й граф Трастамара, 8-й граф де Сальтес, 16-й граф де Ньева и 15-й граф де Санта-Марта-де-Ортигейра.
  - Супруга — Супруга — Буэнавентура Франсиска Фернандес де Кордова Фольк де Кардона Рекесенс и де Арагон (1712—1768), 11-я герцогиня де Сесса, 11-я герцогиня де Терранова, 11-я герцогиня де Сантанджело, 10-я герцогиня де Андриа, 9-я герцогиня де Баэна, 15-я графиня де Кабра, 16-я графиня де Паламос, 10-я графиня де Оливето, 16-я графиня де Тривенто, 25-я баронесса де Бельпуч, 10-я баронесса де Калонже, баронесса де Линьола и 15-я виконтесса де Иснахар. Ему наследовал их сын:
- Вентура Осорио де Москосо и Фернандес де Кордова (1731—1776), 9-й граф де Лодоса, 11-й граф де Альтамира, 7-й герцог Санлукар-ла-Майор, 5-й герцог Атриско, 7-й герцог Медина-де-лас-Торрес, 12-й герцог Сесса, 9-й герцог Баэна, 10-й герцог де Сома, 15-й маркиз де Асторга, 9-й маркиз де Альмасан, 10-й маркиз де Поса, 5-й маркиза де Мората-де-ла-Вега, 6-й маркиз де Майрена, 13-й маркиз де Аямонте, 7-й маркиз де Сан-Роман, 8-й маркиз де Вильяманрике, 5-й маркиз де Монастерио, 6-й маркиз де Леганес, 9-й маркиз де Велада, 14-й граф де Монтеагудо-де-Мендоса, 9-й граф де Арзаркольяр, 15-й граф де Трастамара, 8-й граф де Сальтес, 17-й граф де Ньева, 16-й граф де Санта-Марта-де-Ортигейра, 16-й граф де Кабра, 17-й граф де Паламос, 11-й граф ди Оливето, 17-й граф ди Авеллино. 17-й граф ди Тривенто, 16-й виконт де Иснахар, 26-й барон де Бельпуч, 11-й барон де Калонже и барон де Линьола.
  - Супруга — Мария де ла Консепсьон де Гусман и Фернандес де Кордова (1730—1776), дочь Хосе де Гусмана и Гевары, 6-го маркиза де Монтеалегре, 6-го маркиза де Кинтан-дель-Марко, графа де Кастронуэво, графа де лос Аркос, 12-го графа де Оньяте, графа де Вильямедьяна, маркиза де Кампо-Реаль, маркиза де Гевары, и Марии Феличе Фернандес де Кордовы и Спинолы, дочери Николаса Марии Фернандеса де Кордовы и Фигероа, 10-го герцога де Мединасели и 9-го маркиза де Прьего. Ему наследовал их сын:
- Висенте Хоакин Осорио де Москосо и Гусман (1756—1816), 10-й граф де Лодоса, 12-й граф де Альтамира, 8-й герцог Санлукар-ла-Майор, 6-й герцог Атриско, 8-й герцог Медина-де-лас-Торрес, 14-й герцог Сесса, 11-й герцог Баэна, 12-й герцог де Сома, 15-й герцог Македа, 16-й маркиз де Асторга, 10-й маркиз де Альмасан, 11-й маркиз де Поса, 6-й маркиз де Мората-де-ла-Вега, 7-й маркиз де Майрена, 14-й маркиз де Аямонте, 8-й маркиз де Сан-Роман, 9-й маркиз де Вильяманрике, 6-й маркиз де Монастерио, 7-й маркиз де Леганес, 16-й маркиз де Эльче и 10-й маркиз де Велада, 15-й граф де Монтеагудо-де-Мендоса, 10-й граф де Арзаркольяр, 17-й граф Трастамара, 9-й граф де Сальтес, 18-й граф де Ньева, 17-й граф де Санта-Марта-де-Ортигейра, 17-й граф Кабра, 18-й граф де Паламос, 17-й граф де Вильялобос, 17-й виконт де Иснахар и 27-й барон де Бельпуч.
  - Супруга — Мария Игнасия Альварес де Толедо и Гонзага Караччоло (1757—1795), дочь Антонио Марии Хосе Альвареса де Толедо и Переса де Гусмана, 10-го маркиза де Вильяфранка и де лос Велес, и Марии Антонии Доротеи Синфоросы Гонзага и Караччоло.
  - Супруга — Мария Магдалена Фернандес де Кордова и Понсе де Леон (1780—1830), дочь Хоакина Фернандеса де Кордовы, 3-го маркиза де ла Пуэбла-де-лос-Инфантес, и Бригиды Магдалены Понсе де Леон и Давилы. Ему наследовал его сын от первого брака:
- Висенте Изабель Осорио де Москосо и Альварес де Толедо (1777—1837), 11-й граф де Лодоса, 13-й граф де Альтамира, 7-й герцог де Атриско, 10-й герцог де Санлукар-ла-Майор, 9-й герцог Медина-де-лас-Торрес, 15-й герцог Сесса, 13-й герцог де Сома, 16-й герцог де Македа, 12-й герцог Баэна, 17-й маркиз де Асторга, 8-й маркиз де Леганес, 15-й маркиз де Аямонте, 11-й маркиз де Велада, 10-й маркиз де Вильяманрике, 12-й маркиз де Поса, 7-й маркиз де Мората-де-ла-Вега, 7-й маркиз де Монастерио, 8-й маркиз де Майрена, 17-й маркиз де Эльче, 9-й маркиз де Сан-Роман, 11-й маркиз де Альмасан, 18-й граф Кабра, 19-й граф де Паламос, 18-й граф де Вильялобос, 10-й граф де Сальтес, 16-й виконт де Иснахар.
  - Супруга — Мария дель Кармен Понсе де Леон и Карвахаль (1780—1813), 9-я маркиза де Кастромонте, 5-я герцогиня де Монтемар, 9-я графиня де Гарсиэс, дочь Антонио Марии Понс де Леона Давилы и Каррильо де Альборноса, 4-го герцога де Монтемар, 8-го маркиза де Кастромонте, 5-го графа де Валермосо, 4-го графа де Гарсиэс, и Марии дель Буэн Консехо Карвахаль и Гонзага, дочери Мануэля Бернардино де Карвахаля и Суньиги, 6-го герцога де Абрантес, 5-го герцога де Линарес. Ему наследовал их сын:
- Висенте Пио Осорио де Москосо и Понсе де Леон (1801—1864), 12-й граф де Лодоса, 14-й граф де Альтамира, 8-й герцог Атриско, 11-й герцог Санлукар-ла-Майор, 10-й герцог Медина-де-лас-Торрес, 16-й герцог Сесса, 14-й герцог Сома, 13-й герцог Баэна, 17-й герцог Македа, 6-й герцог Монтемар, 18-й маркиз де Асторга, 9-й маркиз де Леганес, 12-й маркиз де Велада, 9-й маркиз де Кастромонте, 16-й маркиз де Аямонте, 11-й маркиз де Вильяманрике, 10-й маркиз де Сан-Роман, 12-й маркиз де Альмасан, 13-й маркиз де Поса, 8-й маркиз де Мората-де-ла-Вега, 9-й маркиз де Майрена, 18-й маркиз де Эльче, 8-й маркиз де Монастерио, 12-й маркиз де Монтемайор, 10-й маркиз дель Агила, 20-й граф де Паламос, 11-й граф де Арзаркольяр, 19-й граф де Вильялобос, 19-й граф де Ньева, 11-й граф де Сальтес, 10-й граф де Гарсиэс, 6-й граф де Валермосо, граф де Кантильяна, 16-й граф де Монтеагудо-де-Мендоса, 19-й граф Кабра, граф Трастамара, граф де Санта-Марта-де-Ортигейра, 17-й виконт де Иснахар, барон де Бельпуч, граф ди Оливето.
  - Супруга — Мария Луиза де Карвахаль и де Керальт (1804—1843), дочь Хосе Мигеля де Карвахаля Варгаса и Манрике де Лара, 2-го герцога де Сан-Карлос, 6-го графа де Кастильехо, 9-го графа дель Пуэрто, и Марии Эулалии де Керальт и Сильвы, дочери Хуаны Баутисты де Керальта, де Сильвы и де Пиноса, 7-го маркиза де Санта-Колома, и Марии Луизы де Сильвы, 7-й маркизы де Грамоса и 15-й графини де Сифуэнтес. Ему наследовал их сын:
- Хосе Мария Осорио де Москосо и Карвахаль (1828—1881), 13-й граф де Лодоса, 15-й граф де Альтамира, 16-й герцог Сесса, 18-й герцог Македа, 6-й герцог Монтемар, 20-й маркиз де Асторга, 11-й маркиз де Сан-Роман, 9-й маркиз дель Агила, 20-й граф Трастамара.
  - Супруга — инфанта Луиза Тереза Мария де Бурбон и Бурбон-Сицилийская (1824—1900), дочь инфанта Франсиско де Паулы де Бурбона и Луизы Карлоты Бурбон-Сицилийской.

Восстановление креации в 1899 году:
- Висенте Пио Руис де Арана и Осорио де Москосо (1864—1946), 14-й граф де Лодоса (внук 12-го графа де Лодоса), 12-й маркиз де Кастромонте, 21-й граф де Прьего. Сын Хосе Марии Руиса де Араны и Сааведры (1826—1891), герцога де Кастель-Сангро, и Марии Розалии Осорио де Москосо и Карвахаль (1840—1918), 14-й герцогини де Баэна.
  - Супруга — Елена де Фонтагуд и Агилера, сын Хосе де Фонтагуда и Гагольо и Матильды де Агилеры и Гамбоа. В 1935 году ему наследовала их дочь:
- Мария Тереза Руис де Арана и Фонтагуд Осорио де Москосо и Агилера (1895 — ?), 15-я графиня де Лодоса. Не оставила потомства. Ей наследовала:
- Мария дель Перпетуо Сокорро Осорио де Москосо и Рейносо (30 июня 1899 — 20 октября 1980), 16-я графиня де Лодоса, 20-я маркиза де Асторга, 19-я герцогиня де Сесса, 21-я герцогиня де Македа, 24-я графиня де Прьего, 3-я герцогиня де Сантанджело. Дочь Франсиско де Асиса Осорио де Москосо и Иордана де Уррьеса (1874—1952), 19-го маркиза де Асторга, и Марии Долорес де Рейносо и Керальт (1880—1905).
  - Супруг — Леопольдо Барон и Торрес (1890—1952), кавалер Ордена Калатравы. Ей наследовала их дочь:
- Мария де лос Долорес Барон и Осорио де Москосо (11 ноября 1917 — 31 октября 1989), 17-я графиня де Лодоса (с 1967 года), 21-я герцогиня де Македа, 14-я маркиза дель Агила, маркиза де Монтемайор, графиня де Валермосо, графиня де Монтеагудо-де-Мендоса, баронесса де Линьола.
  - Супруг — Бальтасар де Казанова-Карденас и Феррер. Ей наследовал в 1973 году их сын:
- Луис Мария Гонзага де Казанова Карденас и Барон (род. 24 апреля 1950), 18-й граф де Лодоса, «22-й герцог Македа», 5-й герцог Сантанджело, 11-й маркиз де Эльче, граф де Валермосо, граф де Монтеагудо-де-Мендоса, «барон де Линьола». В 2005 году он были лишен титулов герцога де Македа и барона де Линьола в пользу своей сестры.
  - Супруга — эрцгерцогиня Моника де Габсбурго-Лорена (род. 1954), вторая дочь эрцгерцога Отто фон Габсбурга (1912—2011) и принцессы Регины Саксен-Мейнингенской (1925—2010).